# هجرة (سعودية)

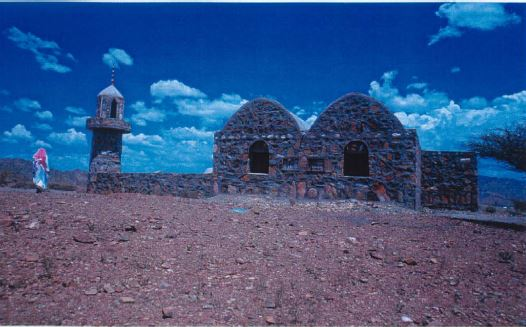
مسجد صغير في أحد الهجر

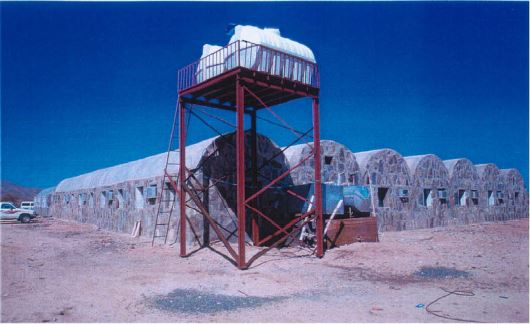
مدرسة

الهِجْرة في المصطلح الحديث للمجتمع العربي السعودي تعني قرية أو مستوطنة حضرية استُحدثت لتوطين القبائل البدوية (البدو الرحل). وهي سياسة اعتمدها مؤسس المملكة العربية السعودية الملك عبد العزيز آل سعود بدءًا من عام 1912 م الموافق 1330هـ.

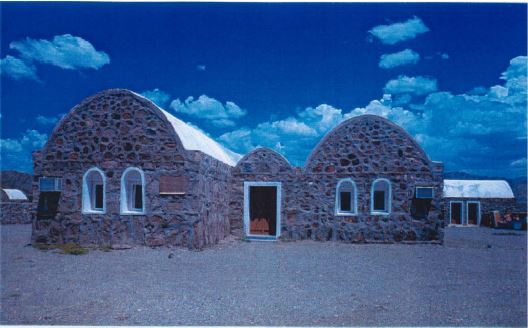
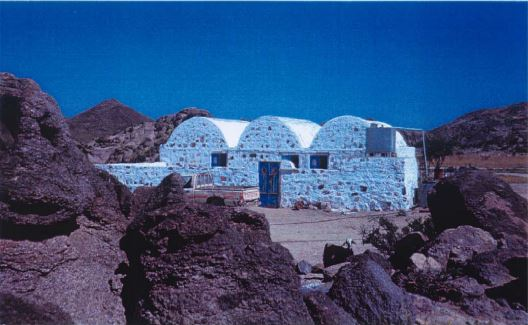